# Szał na Amandę
Szał na Amandę (ang. The Amanda Show) – amerykański serial komediowy wyprodukowany przez telewizję Nickelodeon w latach 1999–2002. W roli głównej wystąpiła Amanda Bynes. W chwili rozpoczęcia kręcenia serialu miała 13 lat, a po zakończeniu 16 lat.

## Obsada
- Amanda Bynes
- Drake Bell
- Nancy Sullivan
- Raquel Lee (1999–2000)
- John Kassir (1999–2000)
- Josh Peck (2000–2002)

## Wersja polska
W polskiej wersji serialu kwestie postaci czyta Agnieszka Kunikowska.

## Odcinki
Premiery w Polsce:
- ZigZap
  - I i II seria – 1 kwietnia 2006 r.

Odcinki serialu nie mają polskich tytułów.

## Skecze
- Sędzia Trudy (Judge Trudy)
- Reklama płatków mięsnych
- Wypożyczalnia wideo „Blockblister” (Blockblister)
- Kiedy… atakują (When… Attack)
- Damska Toaleta (The Girls' Room)
- Cynthia Worthinghton
- Penelopa Taynt  (Penelopa Plama)
- Państwo Ekstremalni (The Extremes)
- Prosty Humor (The Hilbilly Moment)
- A więc chcesz wygrać pięć dolarów? (So You Wanna Win Five Dolars?)
- Przetrwania (Stranded)
- Państwo Tłukowie (The Klutzes)
- Courtney
- Tony Piżama (Tony Pajamas)
- Cheerleaderki walczące z przestępczością (Crime Fighting Cheerleaders)
- …Dooper (Sklep „W kulkę”)
- Pan Staruszek (Mr Oldman)
- Pan Gullible
- Wyzwania (The Dare Show)
- Melody i Thad
- Totalny Kyle (Totally Kyle)
- Jacuzzi Amandy (Amanda's Jacuzzi)
- The Procrastinator
- Stop Motion Amanda
- Sklep z ludźmi (The People Place)
- Przygody w szkole (Adventures In School)
- Przygody Amandy w kosmosie (Amanda's Adventures In Space)
- Pomoc Amandy (Amanda's Help)
- Rodzina Szympansów (The Chimpanzee Family)
- Rodzina dosłownych (Meet The Literal)
- Gwiazdy występujące w programie (Stars In Program)
- Moda na Moody (Moody's Point) – jest to dodatkowy serial w programie, pojawiający się od czasu do czasu w programie. Opowiada on o rozterkach i życiu nastoletniej Moody, granej przez Amandę Bynes, która w owym serialu jest do szaleństwa zakochana w dziwnym nieznajomym. Zaś w samej Moody zakochany jest jej przyjaciel. Występuje tam także dziewczyna, która wszystko bierze sobie do serca i z tego powodu szybko wpada w rozpacz.